# St.-Johannis-Kirche (Bannesdorf)

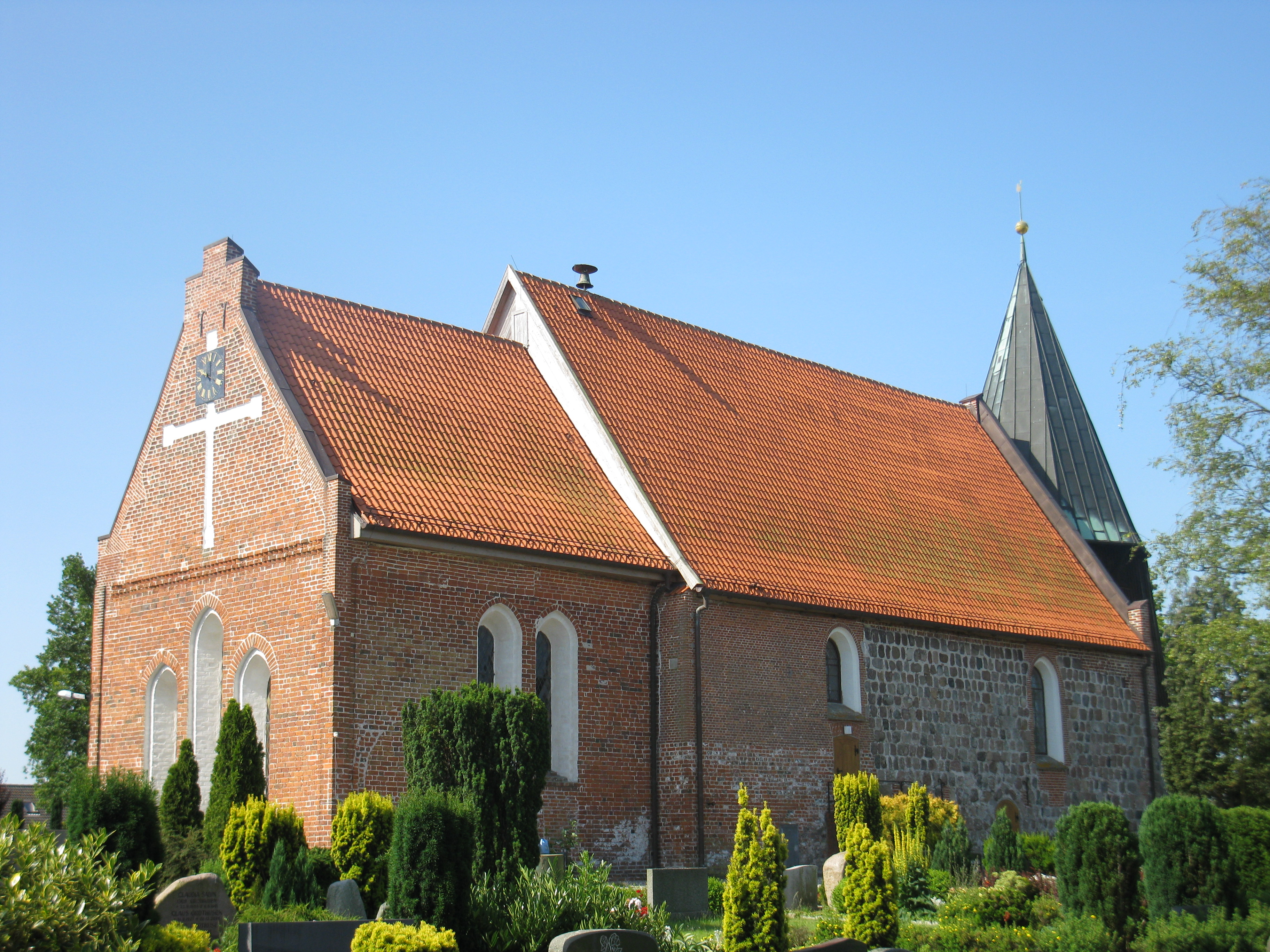
Blick von Nordosten, gut sichtbar die ursprüngliche Feldsteinmauer

Die St.-Johannis-Kirche in Bannesdorf auf Fehmarn ist eine evangelisch-lutherische Kirche aus dem 13. Jahrhundert. Sie gehört zu einer Kirchengemeinde zusammen mit der St.-Johannis-Kirche in Petersdorf auf Fehmarn im Kirchenkreis Ostholstein in der Evangelisch-Lutherischen Kirche in Norddeutschland.

## Bau

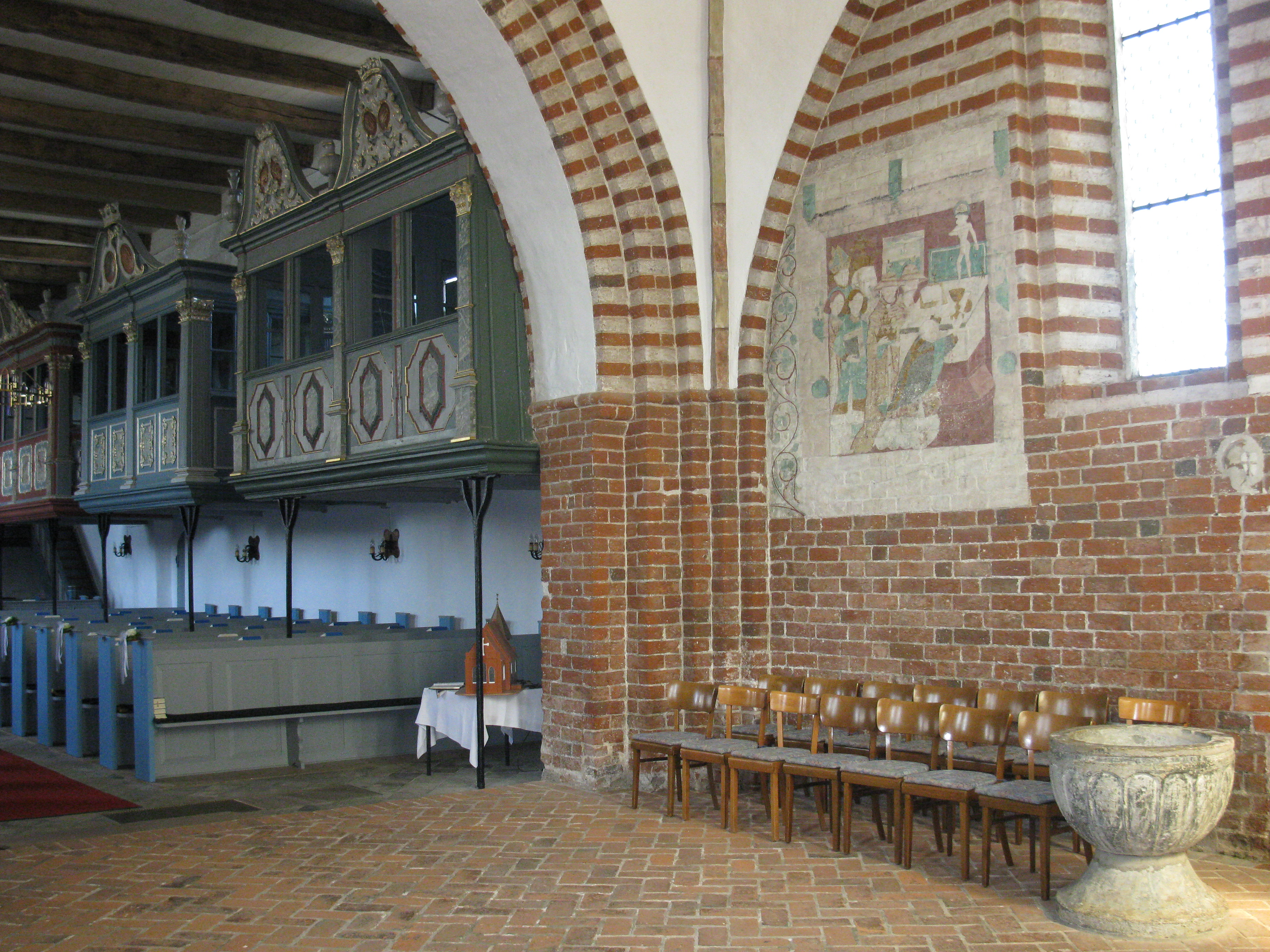
Taufbecken und gotisches Wandgemälde (Gregorsmesse) im Chor

Wahrscheinlich wurde die Kirche wie andere Pfarrkirchen der Insel Fehmarn im mittleren 13. Jahrhundert gebaut. Schriftliche Nachweise gibt es keine. Die Kirche ist Johannes dem Täufer geweiht.
Das einschiffige, flachgedeckte Langhaus wurde aus Feldsteinen errichtet und 1875 vor allem im Süden mit Backsteinziegeln erneuert. Die Dachstühle sind mittelalterlich: Die dendrochronologischen Untersuchungen ergaben für das Langhaus und den eingezogenen Chor die Fälldaten 1436/37 bzw. 1426/27.
Der gewölbte Chor der Kirche ist schlicht gestaltet: Die Architektur folgt der norddeutschen Backsteingotik mit ausgezeichnetem Ostgiebel. Der „wohlig proportionierte Raum“ ist durch große Fenster hell erleuchtet. Ein Spitzbogen markiert den Übergang vom Kirchenschiff zum mit Backsteinen ausgelegten Chor. Darin sind von den spätgotischen Wandmalereien nur Fragmente erhalten, darunter eine Darstellung der Gregorsmesse und des heiligen Hieronymus an der Nordwand und eines unbekannten Bischofsheiligen an der Südwand des Chores.
Ungewöhnlich für Fehmarn ist der komplett aus Holz gebaute Glockenturm, der 1701 im Westen angefügt wurde. Ähnliche, an die Westwand des Kirchenschiffs angelehnte hölzerne Glockentürme kommen in Schleswig-Holstein bei vielen Kirchen in Angeln vor.

## Ausstattung

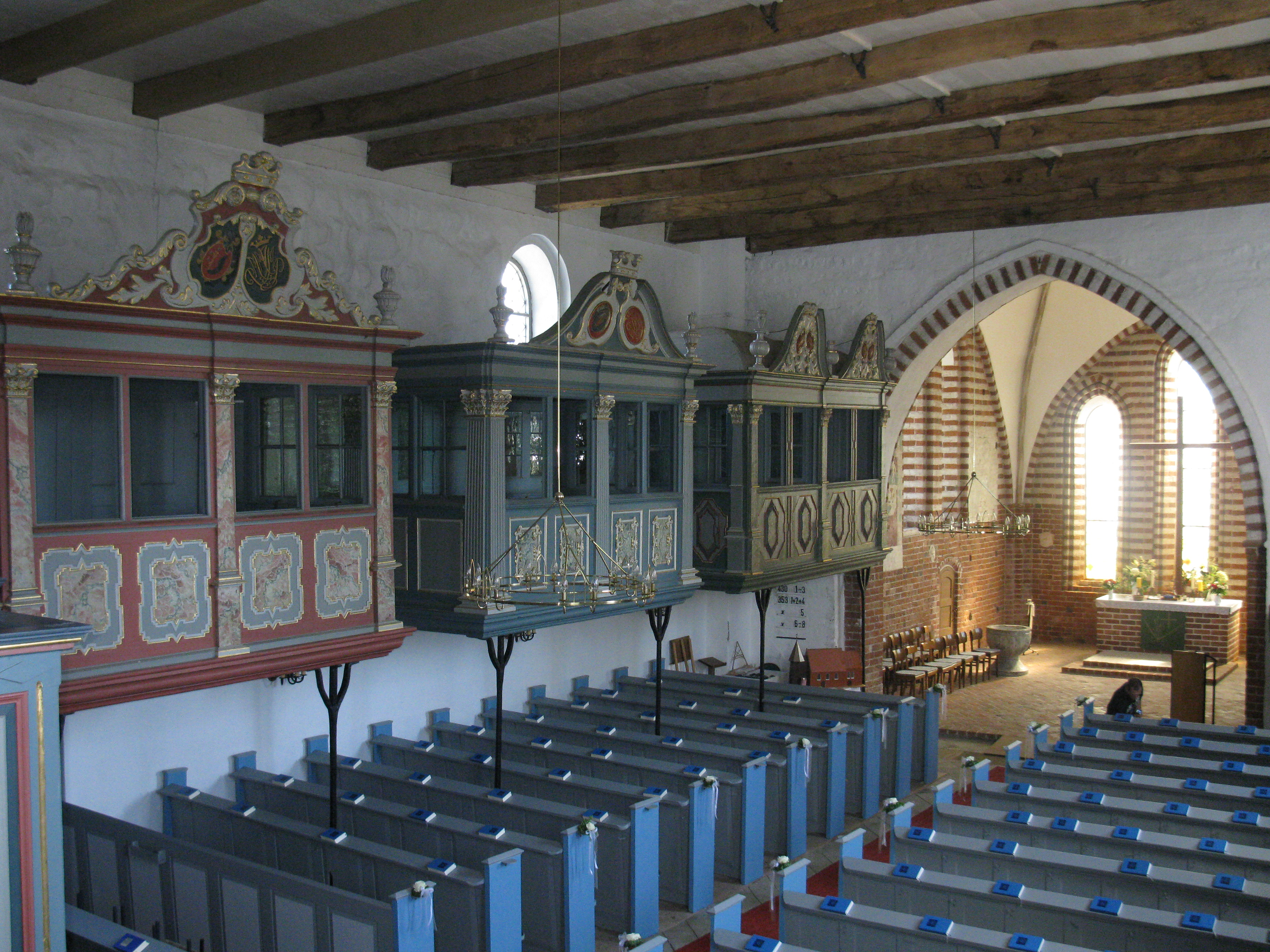
Der Innenraum mit den drei Logen

Ältestes Ausstattungsstück der Kirche ist eine Kalksteintaufe gotländischer Herkunft aus der Zeit um 1240 mit einer in Arkaden gegliederten Kuppa.
Die Logen an der Nordwand wurden im 18. Jahrhundert von angesehenen Familien errichtet, deren Wappen sie tragen. Sie sind untereinander durch Gänge verbunden und mit Pilastern, Vasen und Schweifgiebeln geschmückt. In der mittleren Loge hat sich eine Goldledertapete erhalten.
Der von Johann Heinrich Mittelhäuser 1777 geschaffene Rokoko-Altaraufsatz trägt als Mittelbild eine Kreuzigungsdarstellung von 1890 und ist heute an die Südseite des Kirchenschiffs versetzt.

## Orgel

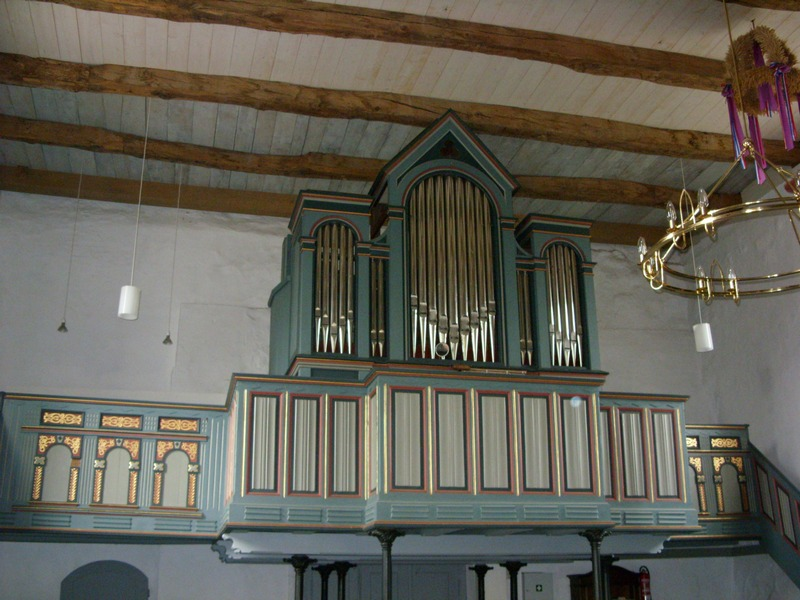
Prospekt der Marcussen-Orgel

Die Orgelbauwerkstatt Marcussen & Sohn erbaute 1880 eine Orgel mit einem Manual und Pedal. Allerdings ist das Instrument nicht mehr im Originalzustand erhalten; die inzwischen neobarock veränderte Disposition lautet heute:
| I Hauptwerk C–f3 |              |    |
| 1.               | Principal    | 8′ |
| 2.               | Rohrflöte    | 8′ |
| 3.               | Quintatön    | 8′ |
| 4.               | Octav        | 4′ |
| 5.               | Gemshorn     | 4′ |
| 6.               | Octav        | 2′ |
| 7.               | Mixtur III   |    |
| 8.               | Helle Zimbel |    |

| Pedal C–d1 |           |     |
| 9.         | Subbaß    | 16' |
| 10.        | Principal | 8'  |
| 11.        | Choralbaß | 4'  |

- Koppeln: I/P
- Traktur: Schleifladen, vollmechanisch